# Aubrion du Gers
Aubrion du Gers est un cheval de course trotteur français entraîné par Jean-Michel Bazire, né le 8 avril 2010 et mort le 16 juillet 2019. Il est considéré comme l'un des meilleurs chevaux au monde au cours des années 2010, et le meilleur hongre. Avec un compte en banque dépassant les 2,5 millions d'euros, il est le hongre le plus riche de l'histoire des courses françaises.

## Carrière de courses
Il naît le 8 avril 2010 à l'élevage de Marie Brigitte Anty à Soorts-Hossegor, dans les Landes
Aubrion du Gers débute en compétition au mois de juin de ses 3 ans sur l'hippodrome d'Écommoy, et malgré de bons débuts, son entourage décide de le castrer en fin d'année, le poulain se montrant trop « chaud » pour exprimer tout son potentiel. Dépourvu de ses attributs, Aubrion du Gers gagne sa vie dans des prix de séries jusqu'à début 2016, où à 6 ans, il monte de catégorie, s'imposant dans trois groupe 3 d'affilée durant le meeting d'hiver de Vincennes. Il enchaîne les succès cette année-là, qu'il termine avec un bilan flatteur de dix victoires en douze sorties, et parachève par une victoire dans la finale du Grand National du trot. D'une régularité exceptionnelle, il ne termine jamais plus loin que troisième depuis août 2016, restant invaincu durant plus d'un an entre avril 2018 et mai 2019 (16 victoires de rang). 
Si sa condition de hongre le prive des joutes classiques et des courses françaises (dont le Prix d'Amérique), il prouve à chaque fois qu'il en a l'occasion qu'il peut rivaliser avec les meilleurs trotteurs de la planète. C'est ainsi qu'en 2017 il devance durant la finale de l'UET Trotting Masters le crack Bold Eagle, qui passe alors pour le meilleur cheval du monde. Et s'il ne peut prétendre aux groupe 1 français, il s'en va quérir ce label en Europe du Nord (drivé en ces occasions par le Belge Jos Verbeeck), s'adjugeant ainsi le Kymi Grand Prix. En revanche, il doit s'incliner en finale de l'Elitloppet 2019 face à son compatriote Dijon, alors que son match tant attendu avec le crack suédois Readly Express avait dû être ajourné, ce dernier s'étant blessé avant la finale.
Il meurt accidentellement sur les pistes du centre d'entraînement de Solesmes (Sarthe) le 16 juillet 2019 après une collision avec Cyrano du Pont.

## Palmarès
Europe
- UET Trotting Masters (2017)

 France
- Finale du Grand National du trot (Gr.2, 2016)
- Prix Kerjacques (Gr.2, 2017)
- Grand Prix du Sud–Ouest (Gr.2, 2017, 2018)
- Prix d'Été (Gr.2, 2018)
- Prix des Ducs de Normandie (Gr.2, 2018)
- Prix Jean–Luc Lagardère (Gr.2, 2017, 2018)
- Grand Prix du Conseil municipal de Vichy (Gr.2, 2017, 2018)
- Critérium de vitesse de Basse–Normandie (Gr.2, 2019)
- Prix du Luxembourg (Gr.3, 2017)
- 2e Prix des Ducs de Normandie (Gr.2, 2017)
- 2e Prix Chambon P (Gr.2, 2019)
- 2e Prix de la Communauté de Communes de La Thiérache (2018)

 Finlande
- Kymi Grand Prix (Gr.1, 2018)

 Suisse
- Prix du Président (Gr.2, 2018)

 Belgique
- Grand Prix de Wallonie (Gr.1, 2018)
- Grand Prix de la Toussaint (Gr.2, 2018)

 Suède
- 2e Elitloppet (Gr.1, 2019)

 Norvège
- 3e Grand Prix d'Oslo (Gr.1, 2017)

## Origines
| Origines de Aubrion du Gers | Origines de Aubrion du Gers | Origines de Aubrion du Gers | Origines de Aubrion du Gers |
| --------------------------- | --------------------------- | --------------------------- | --------------------------- |
| Père Memphis du Rib         | Elvis de Rossignol          | Sancho Pança                | Chambon P                   |
| Père Memphis du Rib         | Elvis de Rossignol          | Sancho Pança                | Dulcinée                    |
| Père Memphis du Rib         | Elvis de Rossignol          | Velvet Slipper              | Amdon                       |
| Père Memphis du Rib         | Elvis de Rossignol          | Velvet Slipper              | Proud Slipper               |
| Père Memphis du Rib         | Unité de Vandel             | Képi Vert                   | Chambon P                   |
| Père Memphis du Rib         | Unité de Vandel             | Képi Vert                   | Audience                    |
| Père Memphis du Rib         | Unité de Vandel             | Note de Vandel              | Ura                         |
| Père Memphis du Rib         | Unité de Vandel             | Note de Vandel              | Fleur de Vandel             |
| Mère J'Arrive du Gers       | Baccarat du Pont            | Florestan                   | Star's Pride                |
| Mère J'Arrive du Gers       | Baccarat du Pont            | Florestan                   | Roquépine                   |
| Mère J'Arrive du Gers       | Baccarat du Pont            | Moscova du Pont             | Nonant Le Pin               |
| Mère J'Arrive du Gers       | Baccarat du Pont            | Moscova du Pont             | Biafra                      |
| Mère J'Arrive du Gers       | Targa du Chalange           | Jorky                       | Kerjacques                  |
| Mère J'Arrive du Gers       | Targa du Chalange           | Jorky                       | Vanina B                    |
| Mère J'Arrive du Gers       | Targa du Chalange           | Kanvillière                 | Samothrace                  |
| Mère J'Arrive du Gers       | Targa du Chalange           | Kanvillière                 | Tanvillière D               |